# Роберто I Бурбон-Пармски
Роберто I Бурбон-Пармски, с рождено име Роберто Карло Луиджи Мария де Бурбон (на италиански: Roberto I Carlo Luigi Maria; * 9 юли 1848, Флоренция, Велико херцогство Тоскана; † 16 ноември 1907, Лука, Италия) е последният суверен херцог на Парма и Пиаченца от 1854 до 1859, когато херцогството е анексирано от Италия. Той принадлежи към пармското разклонение на бурбонската династия, основано от Филип I, трети син на испанския крал Фелипе V и Елизабет Фарнезе.
Роберто I Бурбон-Пармски е дядо по майчина линия на българския цар Борис III.

## Живот
Син е на херцог Карлос III Бурбон-Пармски и принцеса Луиза Мария Тереза Френска, внучка на крал Шарл X.
Роберто наследява престола на баща си само на шест години, поради което майка му управлява като негов регент. През 1859 г. Роберто е детрониран, тъй като Сардинското кралство анексира италианските държавици, в това число и Херцогство Парма и Пиаченца, обединявайки ги в Кралство Италия. Въпреки че губи трона си, Роберто I и семейството му запазват значителното си богатство. С частен влак от над десет вагона Роберто постоянно пътува между семейните замъци Шварцау в Австрия, Вила Пианоре в Италия и невероятния замък Шамбор на Лоара, Франция.
През 1869 г. Роберто се жени за принцеса Мария-Пия от Двете Сицилии, дъщеря на крал Фердинанд II. Мария Пия е част от детронираното кралско семейство на Двете Сицилии, която, също като съпруга си, е част от династията на Бурбоните.
Мария-Пия умира при раждането на последното си дванадесето дете през 1882 г. След нейната смърт Роберто I се жени повторно през 1884 г. за принцеса Мария-Антония от Португалия, дъщеря на детронирания португалски крал, Мигел I. От Мария-Антония Роберто I има още дванадесет деца.
Роберто I Бурбон-Пармски умира на 16 ноември 1907 г. във Вила Пианоре до гр. Лука, Италия.

## Потомство
Жени се два пъти:
∞ 1. 5 април 1869 за Мария Пия Бурбон-Двете Сицилии (* 2 август 1849, Гаета; † 29 септември 1882, Биариц, Франция), принцеса на Двете Сицилии, от която има дванадесет деца (пет сина и седем дъщери), шест от които с умствени увреждания:
- Мария Луиза (* 17 януари 1870, Рим; † 31 януари 1899, София); ∞ 8 април 1893 във Вила „Бурбон деле Пианоре“ в Камайоре, Италия, за Фердинанд I (* 1861, † 1948), княз на България (7 юли 1887 – 22 септември 1908) и бъдещ цар на българите (1908 – 1918), от когото има двама сина и две дъщери
- Фердинанд Бурбон-Пармски (* 5 март 1871, † 14 април 1871), династичен наследник
- Луиза Мария Бурбон-Пармска (* 1872, † 1943), неомъжена, с психични проблеми
- Енрико I Бурбон-Пармски (* 13 юни 1873, Роршах; † 16 ноември 1939, Лука), законен претендент към херцогския трон, глава на Дом Бурбон-Парма от 1907 до 1939 г., с умствена изостаналост, от 1907 г. брат му Елиас взима титлата на наследник, макар че Енрико продължава да бъде признат от монархистите като наследник. Запазва титлата си до смъртта си.
- Мария Имаколата Бурбон-Пармска (*1874, † 1914), с психични проблеми, неомъжена
- Джузепе Бурбон-Пармски (* 30 юни 1875, Биариц; † 7 януари 1950, Лука), глава на Дом Бурбон-Парма от 1939 до 1950 г., законен претендент за херцогския трон на Парма от 1939 г. до смъртта си като наследник на Енрико; също страда от психично заболяване и въпреки че е законен наследник на Енрико, брат му Елиас продължава да носи титлата на регент, но Джузепе продължава да се счита за наследник. Запазва титлата до смъртта си.
- Мария Тереза Бурбон-Пармска (* 1876, † 1959), с психични проблеми, неомъжена
- Мария Пия Бурбон-Пармска (* 1877, † 1915), с психични проблеми, неомъжена
- Беатрис Бурбон-Пармска (* 9 януари 1879, Биариц; † 11 март 1946, Мурек); ∞ 12 август 1906 в Шварцау ам Щайнфелд за граф Пиетро Лукези Пали, племенник на принцеса Мария Каролина Бурбон-Двете Сицилии, от когото има трима сина и една дъщеря
- Елиас Бурбон-Пармски, херцог на Парма (* 23 юли 1880, Биариц; † 27 юни 1959, Фридберг), глава на Дом Бурбон-Парма от 1950 до 1959 г., ∞ 25 май 1903 във Виена за ерцхерцогиня Мария-Анна Хабсбург-Тешенска (* 1882, † 1940), дъщеря на ерцхерцог Фридрих Хабсбург-Тешенски, от която има трима сина и шест дъщери.
- Мария Анастасия Бурбон-Пармски (* 25 август 1881, † 7 септември 1881).
- Август Бурбон-Пармски (* 22 септември 1882, † сл. раждане).

∞ 2. 1884 за Мария-Антония Браганса (* 28 ноември 1862, Вертхайм; † 14 май 1959, Колмар Бер), инфанта на Португалия, от която има шестима сина и шест дъщери:
- Мария Аделаида Бурбон-Пармска (* 1885, † 1959), бенедиктинска монахиня в манастира в Солем, Франция
- Сикст Фердинанд Бурбон-Пармски (* 1 август 1886, Вартег; † 14 март 1934, Париж), офицер в белгийската армия; ∞ 14 март 1919 за принцеса Хедвига дьо ла Рошфуко (* 1986, † 1986), от която има една дъщеря
- Франц Ксавиер Бурбон-Пармски (* 25 май 1889, Камайоре; † 7 май 1977, Цицерс), глава на Дом Бургон-Парма от 1974 до 1977 г. и граф на Молина от 1964; ∞ 12 ноември 1927 в Линиер за графиня Магдалена Бурбон-Бюсе (* 23 март 1898, Париж; † 1 септември 1984, Париж), от която двама сина и четири дъщери
- Мария Франческа (* 1890, † 1978), бенедиктинска монахиня в манастира в Солем, Франция
- Цита Бурбон-Пармска (* 9 май 1892, Камайоре; † 14 март 1989, Цицерс), чрез брак императрица на Австрия; ∞ 13 юни 1911 за императора на Австрия Карл I (* 17 август 1887; † 21 април 1922), от когото има пет сина и три дъщери
- Феликс Мария Бурбон-Пармски (* 28 април 1893, Шварцау ам Щайнфелд; † 8 април 1970, Фишбах), чрез брак княз на Люксембург; ∞ 6 ноември 1919 в Люксембург за великата херцогиня на Люксембург Шарлота Люксембургска (* 23 януари 1896, † 9 юли 1985), от която има двама сина и четири дъщери
- Райнер (Рене) Карл Бурбон-Пармски (* 17 октомври 1894, Шварцау ам Щайнфелд; † 30 юли 1962, Копенхаген), ∞ 9 юни 1921 в Копенхаген за принцеса Маргарита Датска (* 1895, † 1992), от която има трима сина и една дъщеря
- Мария Антония Бурбон-Пармска (* 1895, † 1937), бенедиктинска монахиня в манастира в Солем, Франция
- Изабела Бурбон-Пармска (* 1898, † 1984), неомъжена и бездетна
- Лудвиг Карл Бурбон-Пармски (* 5 декември 1899, Шварцау ам Щайнфелд; † 4 декември 1967, Манделийо ла Напул), ∞ 23 януари 1939 в Рим за принцеса Мария Франческа Савойска (* 26 декември 1914, Рим; † 4 декември 2001, Манделийо ла Напул), от която има трима сина и една дъщеря
- Хенриета Бурбон-Пармска (* 1903, † 1987), неомъжена и бездетна
- Гаетан Мария Бурбон-Пармски (* 11 юни 1905, Капецано Пианоре; † 9 март 1958, Манделийо ла Напул), ∞ 29 април 1931 в Париж за принцеса Маргарита фон Турн унд Таксис (* 8 ноември 1909, замък Beloeil; † 29 април 1931, Париж), от която има една дъщеря